# Технология АФИБ
Технология АФИБ (AFIB Technology), иногда упоминается как Технология Микролайф АФИБ (Microlife AFIB Technology, от англ. atrial fibrillation – фибрилляция предсердий, или мерцательная аритмия), используется в приборах измерения давления крови с целью выявления мерцательной аритмии у пациентов.  Технология была разработана, запатентована и введена в производство корпорацией Microlife. Она прошла множество клинических исследований  и была одобрена для использования как в домашних, так и в клинических условиях. Технология применяется в ряде устройств Microlife, включая WatchBP Home A, BP A200 Afib, WatchBP Office, и WatchBP O3.

## Описание

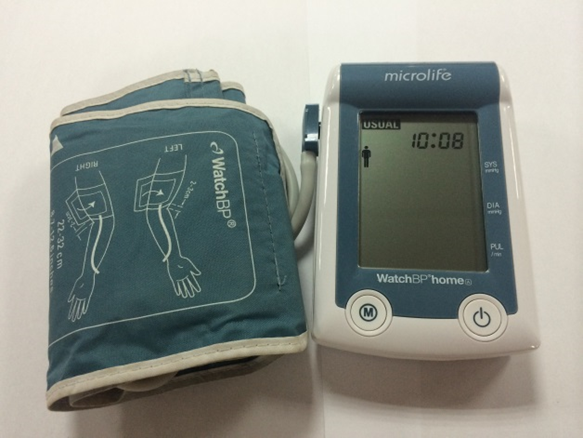
Тонометр Microlife WatchBP Home A с технологией AFIB

Приборы Microlife с технологией AFIB  являются осциллометрическими и оснащены  алгоритмом, который позволяет выявить нарушение сердечного ритма/ аритмичность пульса. В случае обнаружения мерцательной аритмии появляется значок AFIB. Для получения более точных результатов рекомендуется производить измерения трижды. Исследования подтвердили относительную точность таких результатов при диагностике мерцательной аритмии у пациентов.
Существуют достоверные данные о том, что приборы для измерения артериального давления Microlife выявляют признаки мерцательной аритмии на 100% при специфичности значений в 92%. %. В некоторых клинических исследованиях было проведено сравнение технологии AFIB от Microlife с электрокардиограммами (ЭКГ) в 12 стандартных отведениях, которые расшифровывали кардиологи. Чувствительность обнаружения мерцательной аритмии в этих исследованиях варьировалась от 95 до 100% при специфичности от 89 до 92%.

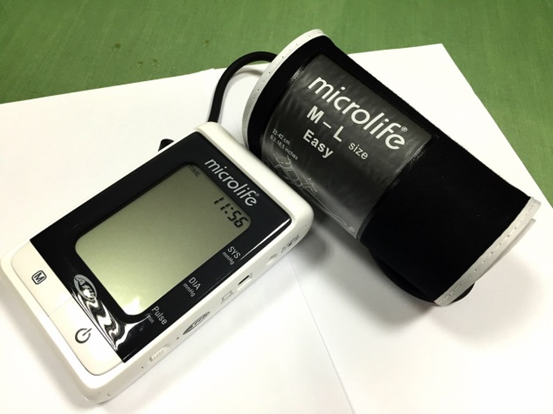
Тонометр Microlife А200 с технологией AFIB

В одном из исследований было отмечено, что прибор WatchBP выявляет мерцательную аритмию лучше, чем ЭКГ в одном отведении,  благодаря высокому уровню специфичности (90% против 76% соответственно), что могло бы сократить количество направлений на ЭКГ в 12 отведениях, а также уменьшить трудозатраты и расходы на здравоохранение. Кроме того, прибор не требует проведения клинической интерпретации результатов.
Фактически, в каждом испытании исследователи пришли к выводу, что технология AFIB от Microlife подходит для выявления мерцательной аритмии в домашних и/или клинических условиях. В 2013 году Национальный институт здравоохранения и усовершенствования медицинского обслуживания Великобритании рекомендовал использовать прибор WatchBP Home A для регулярного измерения артериального давления и диагностики мерцательной аритмии на этапе оказания первичной медицинской помощи. Рекомендация института основана на экономических показателях: использование тонометра WatchBP Home A на этапе оказания первичной медицинской помощи позволяет сократить расходы на медицинские услуги на 2,98 фунтов стерлингов на человека для лиц в возрасте от 65 до 74 лет и на 4,26 фунтов стерлингов на человека для лиц в возрасте 75 лет и старше.

## Патенты
- U.S. Patent 7 706 868 Detecting atrial fibrillation, method of and apparatus for filed February 17, 2006; issued April 27, 2010
- U.S. Patent 7 680 532 Detecting atrial fibrillation, method of and apparatus for filed February 15, 2006; issued March 16, 2010
- U.S. Patent 7 020 514 Method of and apparatus for detecting atrial fibrillation filed November 27, 2002; issued March 28, 2006
- U.S. Patent 6 519 490 Method of and apparatus for detecting arrhythmia and fibrillation  filed December 20, 1999; issued February 11, 2003